# 이부카 마사루

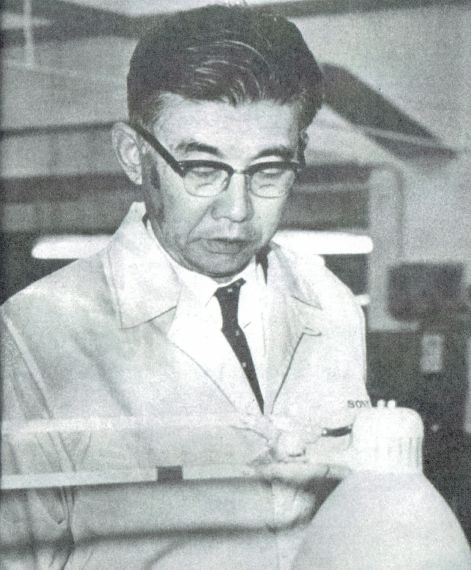
이부카 마사루

이부카 마사루(일본어: 井深大, 1908년 4월 11일 - 1997년 12월 19일)는 소니 주식회사(당시 도쿄통신공업주식회사(東京通信工業株式会社))의 창업자다. 혼다의 혼다 소이치로와 함께, 전후 일본을 대표하는 기업가로서 세계적으로 유명하다. 도치기현 닛코시 출신이며, 와세다 대학을 졸업했다.
| 전임 마에다 다몬 (1946년~1951년) | 제2대 소니 사장 1951년~1976년 | 후임 모리타 아키오 (1976년~1994년) |